# Hypsibius scaber
Hypsibius scaber är en djurart som tillhör fylumet trögkrypare, och som beskrevs av Walter Maucci 1987. Hypsibius scaber ingår i släktet Hypsibius och familjen Hypsibiidae. Inga underarter finns listade i Catalogue of Life.